# Triteleiopsis
Triteleiopsis é um género botânico pertencente à família Themidaceae.
1. ↑  «Triteleiopsis — World Flora Online». www.worldfloraonline.org. Consultado em 19 de agosto de 2020